# Thomasville (Karolina Północna)
Thomasville – miasto w Stanach Zjednoczonych, w stanie Karolina Północna, w hrabstwie Davidson.